# Sao xung phát tia X
Sao xung phát tia X (X-ray pulsars or accretion-powered pulsars) là một lớp các vật thể thiên văn là các nguồn tia X thể hiển các biến thiên định kỳ chính xác trong cường độ tia X. Các chu kỳ tia X kéo dài từ ít nhất là một phần nhỏ của một giây đến nhiều phút.

## Đặc điểm
Một sao xung tia X bao gồm một sao neutron từ hóa trong quỹ đạo với sao đồng hành bình thường và là một loại hệ sao đôi. Cường độ từ trường tại bề mặt của sao neutron thường khoảng 108 Tesla, mạnh hơn một nghìn tỷ lần so với cường độ từ trường đo được trên bề mặt Trái Dất (60 µT).
Khí được thải ra từ đồng hành sao và được chuyển từ từ trường của sao neutron sang các cực từ tạo ra hai hoặc nhiều điểm nóng X-quang cục bộ, tương tự như hai vùng auroral trên Trái đất, nhưng còn nóng hơn nhiều. Tại các điểm nóng này, khí gas có thể đạt tới một nửa tốc độ ánh sáng trước khi nó tác động lên bề mặt ngôi sao neutron. Vì vậy, nhiều năng lượng hấp dẫn tiềm năng được giải phóng bởi khí infalling, rằng các điểm nóng, được ước tính khoảng một km vuông trong khu vực, có thể là mười nghìn lần, hoặc nhiều hơn, như sáng hơn Mặt Trời.
Nhiệt độ của hàng triệu độ được tạo ra để các điểm nóng phát ra chủ yếu là tia X. Khi sao neutron quay, các xung tia X được quan sát khi các điểm nóng di chuyển vào và ra khỏi tầm nhìn nếu trục từ được nghiêng theo trục quay. 